# Paris Is Burning
Pour film de 1991, voir Paris Is Burning (film).
Singles par Ladyhawke
Back of the Van
(2008) Dusk Till Dawn
(2008)
Pistes de Ladyhawke
Back of the Van Professional Suicide
Paris Is Burning est une chanson de la chanteuse Ladyhawke sortie en 2008. Cette chanson est le générique de la série française Paris 16e.

## Formats et listes des pistes
CD

(MODCDS058 ; Date de sortie : 7 juillet 2008)
1. Paris Is Burning - 3:49
2. Paris Is Burning (Cut Copy Remix) - 5:24
3. Paris Is Burning (Kid Gloves CDG Chi Remix) - 6:43
4. Paris Is Burning (A Chicken Lips Malfunction) - 6:38
5. Paris Is Burning (Chicken Lips Dub Deluxe) - 6:38
6. Paris Is Burning (Video)

 Royaume-Uni Vinyl 7"

(MODVL 97 ; Date de sortie : 2008)
Face A
1. Paris Is Burning (Original)

Face B
1. Paris Is Burning (Alex Gopher Remix)

 Royaume-Uni Vinyl 7"

(MODVL 98 ; Date de sortie : 2008)
Face A
1. Paris Is Burning (Peaches Remix)

Face B
1. Paris S'enflamme

U.S. Digital EP

(Date de sortie : 2008)
1. Paris Is Burning - 3:51
2. Back of the Van - 3:38
3. Paris s'enflamme (Version française de Paris Is Burning) - 3:51
4. Paris Is Burning (Cut Copy Remix) - 5:24
5. Back of the Van (Van She Tech Turbo Fire Engine Mix) - 6:07
6. Danny & Jenny - 3:31

Europe CD

(Uniquement en version numérique ; Date de sortie : 2 mars 2009)
1. Paris Is Burning (Radio Edit)
2. Paris Is Burning (Matthew Dekay Remix)
3. Paris Is Burning (Simmons and Cristopher Radio Mix)
4. Paris Is Burning (Simmons and Cristopher Club Mix)
5. Paris Is Burning (Innerpartysystem Remix)
6. Paris Is Burning (Funkagenda Remix)
7. Paris Is Burning (Original)

Vinyl blanc 7" édition limitée

(MODVL113 ; Date de sortie : 2 March 2009)
Limited to 600 copies
Face A
1. Paris Is Burning

Face B
1. Paris Is Burning (Chicken Lips Zeefungk Beatdown)

Autres versions
1. Paris Is Burning (Alex Metric Remix) - 4:49
2. Paris Is Burning (Fred Falke Mix) - 6:42
3. Paris Is Burning (Kim Fai Remix) - 7:24

## Classement par pays
| Classement (2008-2009)             | Meilleure position |
| ---------------------------------- | ------------------ |
| Australie Classement single        | 52                 |
| Belgique (Flandre)                 | 5                  |
| Global Dance Tracks                | 33                 |
| Nouvelle-Zélande Classement single | 40                 |
| Royaume-Uni Classement single      | 47[A]              |

Notes
- A ^ La version originale atteint la 62e place en juillet 2008[8].